# Église Sant Iscle de Colltort
L'église Sant Iscle de Colltort (en français Saint-Assiscle de Colltort) est un édifice religieux situé dans la commune de Sant Feliu de Pallerols, en Catalogne (Espagne). Elle est classée dans l'Inventaire du patrimoine architectural de Catalogne.

## Description
L'église Sant Iscle de Colltort est située dans le hameau du même nom, au pied du château de Colltort et au nord-est du village de Sant Feliu de Pallerols, et peuplé en 2011 de 34 habitants.
Initialement une petite église romane, l'édifice a subi de nombreuses modifications. L'abside a disparu pour permettre un agrandissement de la nef. Un porche a été ajouté devant l'entrée. Le clocher-mur est surmonté de petits merlons.

## Histoire
Le château et l'église de Colltort sont mentionnés dès 1017 concernant une donation faite par Raymond Borrell, comte de Barcelone et de Gérone. Le territoire, incluant château et église, passe ensuite entre les mains de la seigneurie d'Hostoles puis de la seigneurie de Santa Pau.